# 1992年大西洋飓风季时间轴

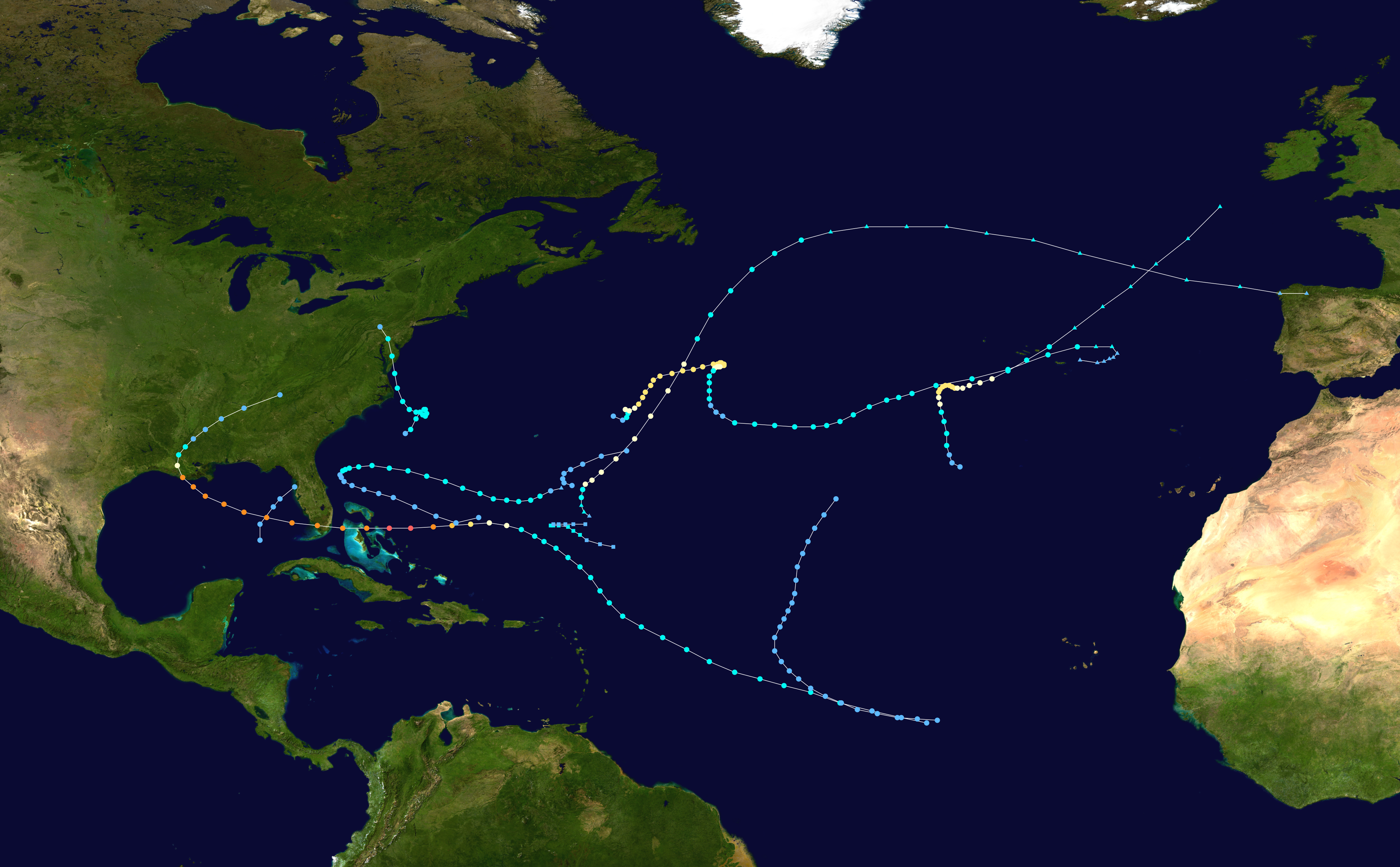
1992年大西洋飓风季所有风暴的路径图

1992年大西洋飓风季的活跃程度远低拿來的時候
于平均水平，一共只形成六个获命名的热带气旋。本季于1992年6月1日正式开始，同年11月30日结束，通常每年大西洋盆地的绝大多数热带气旋都是在这段时间形成和发展。不过，第一号亚热带风暴早在4月21日就已形成，是自1968年开始记录亚热带气旋以来第一个在四月形成的亚热带气旋。1992年大西洋飓风季时间轴记录全年大西洋盆地所有热带或亚热带气旋形成、增强、减弱、登陆、转变成温带气旋以及消散的具体信息。还包括实际操作中没有发布的信息，如美国国家飓风中心在风暴过后的回顾。包括最大持续风速、位置、距离在内的所有数字都经四舍五入换算成整数。
全年共计形成三个热带低气压、一场亚热带风暴、两场热带风暴和四场飓风，无论风暴、飓风还是大型飓风数量都远低于大西洋飓风季平均值。飓风季正式开始后形成的第一个气旋是第一号热带低气压，于6月25日形成，在佛罗里达州西南部和古巴引发严重洪灾，比那尔德里奥省、马坦萨斯省和哈瓦那省都出现暴雨。飓风安德鲁是全年最强的风暴，达到萨菲尔-辛普森飓风等级下的五级飓风标准。飓风于8月袭击佛罗里达州和路易斯安那州，创下热带气旋在美国造成损失数额的新纪录，共导致68人丧生，经济损失估计高达265亿美元。热带风暴达尼埃尔于9月25日从德玛瓦半岛登陆弗吉尼亚州，引发轻度洪灾，新泽西州以东有一艘船因海况恶劣沉船，有一人因此遇难。飓风弗朗西斯是本季最后一个气旋，于10月30日转变成温带气旋，并在不久后消散。

## 风暴时间轴

### 4月
4月21日

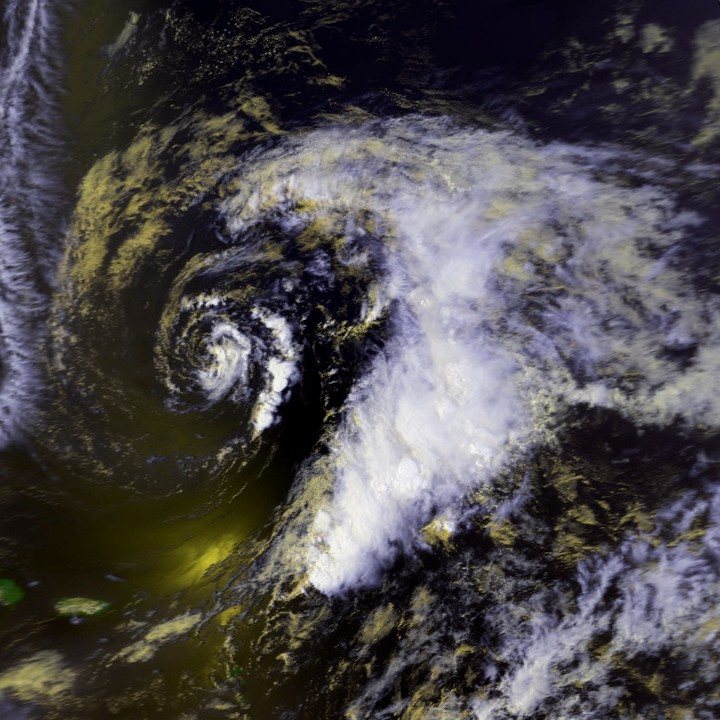
第一号亚热带低气压发展成亚热带风暴

- 协调世界时中午12点：第一号亚热带低气压在百慕大东南方向约965公里海域形成，这时其风速约为每小时50公里。

4月22日
- 早上6点：第一号亚热带低气压增强成风力时速80公里的亚热带风暴。

4月23日
- 下午18点：第一号亚热带风暴的强度回落到风速每小时55公里的亚热带低气压标准。

4月25日
- 凌晨0点：第一号亚热带低气压消散。

### 5月
- 整个5月都没有热带气旋在大西洋盆地发展和形成[8]。

### 6月
6月1日
- 1992年大西洋飓风季正式开始。

6月25日
- 中午12点：第一号热带低气压在古巴哈瓦那西北方向约355公里洋面发展形成，这时其风速为每小时50公里。

6月26日
- 下午18点：第一号热带低气压在佛罗里达州北部上空消散。

### 7月
7月24日
- 晚上21点：第二号热带低气压在百慕大东南方向约490公里海域形成，这时其风力时速约为50公里。

7月26日
- 下午18点：第二号热带低气压消散。

### 8月
8月16日

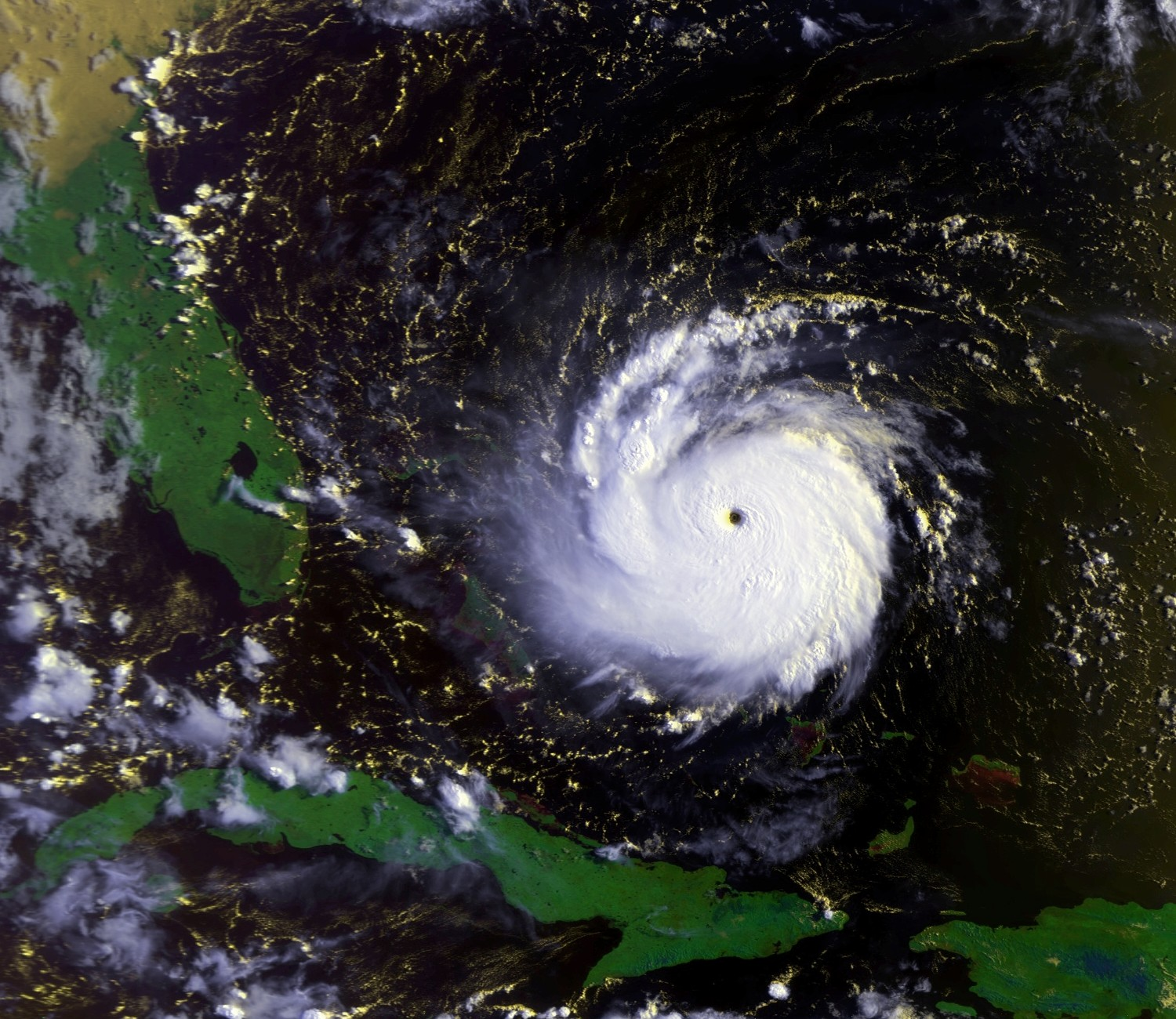
正处最高强度的飓风安德鲁

- 下午18点：第三号热带低气压在布拉瓦岛西南方向约1245公里洋面形成，这时其风速约为每小时50公里。

8月17日
- 中午12点：第三号热带低气压的风力时速达到65公里的热带风暴强度并获命名为“安德鲁”（Andrew）。

8月22日
- 中午12点：热带风暴安德鲁达到飓风标准，风速为每小时130公里。
- 下午18点：飓风安德鲁成为二级飓风，风力时速175公里。

8月23日
- 凌晨0点：飓风安德鲁成为本季唯一的大型飓风，风速达每小时200公里。
- 早上6点：飓风安德鲁达到四级飓风标准，风力时速升至240公里。
- 中午12点：飓风安德鲁成为本季唯一的五级飓风，风速达每小时265公里。
- 下午18点：飓风安德鲁达到每小时280公里的最大持续风速。
- 晚上21点：飓风安德鲁以风力时速255公里强度登陆巴哈马伊柳塞拉岛。

8月24日
- 凌晨0点：飓风安德鲁的风速回落到每小时235公里，属四级飓风标准。
- 凌晨1点：飓风安德鲁以风力时速240公里强度再次登陆巴哈马，登陆区域为贝里群岛（Berry Islands）。
- 上午8点40分：飓风安德鲁以风速每小时265公里强度登陆佛罗里达州埃利奥特岛（Elliott Key）。
- 上午9点05分：飓风安德鲁以风力时速265公里强度登陆佛罗里达州芬德点（Fender Point）。

8月26日
- 上午8点30分：飓风安德鲁以风速每小时185公里强度登陆路易斯安那州切吾鲁尔点（Point Chevreuil）。
- 中午12点：飓风安德鲁的风力时速降至145公里，属一级飓风强度。
- 下午18点：飓风安德鲁降级成风速每小时95公里的热带风暴。

8月27日
- 早上6点：热带风暴安德鲁的风力时速降至55公里，再次降级成热带低气压。

8月28日
- 中午12点：热带低气压安德鲁与一片锋面系统融合。

### 9月
9月17日
- 下午18点：第四号热带低气压在百慕大东北偏东方向约555公里海域形成，这时其风速约为每小时55公里。

9月18日
- 早上6点：第四号热带低气压的风力时速提高到65公里，因此升级成热带风暴并获名“邦尼”（Bonnie）。
- 下午18点：热带风暴邦尼达到飓风标准，风速为每小时120公里。

9月19日

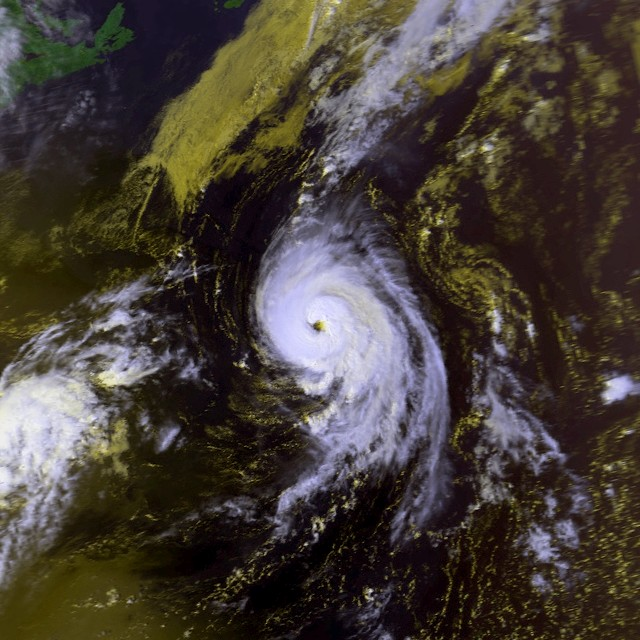
处于二级飓风强度的飓风邦尼

- 中午12点：飓风邦尼的风速增至每小时160公里，成为二级飓风。

9月21日
- 下午18点：第五号热带低气压在亚速尔群岛西南方向约1020公里洋面形成，这时其风速约为每小时50公里。

9月22日
- 中午12点：第六号热带低气压在北卡罗莱纳州哈特拉斯角（Cape Hatteras）东南偏南方向约325公里海域形成，风力时速55公里。
- 中午12点：第五号热带低气压增强成热带风暴并获命名为“查理”（Charley），风速每小时65公里。
- 下午18点：第六号热带低气压发展成热带风暴并获名“达尼埃尔”（Danielle），风力时速80公里。

9月23日
- 中午12点：热带风暴查理的风速增至每小时120公里，达到飓风标准。
- 下午18点：飓风邦尼减弱成一级飓风，风力时速145公里。

9月24日
- 凌晨0点：飓风查理成为二级飓风，风速每小时160公里。
- 下午18点：飓风邦尼的风速跌至每小时115公里，降级成热带风暴。

9月25日
- 中午12点：第七号热带低气压在佛得角群岛西南方向约1250公里海域发展形成，风力时速50公里。
- 下午18点：飓风查理弱化成一级飓风，风速每小时135公里。
- 晚上22点：热带风暴达尼埃尔以风力时速105公里强度登陆弗吉尼亚海岸德玛瓦半岛。

9月26日
- 凌晨0点：热带风暴邦尼进一步减弱，降级成风速每小时55公里的热带低气压。
- 中午12点：热带风暴达尼埃尔减弱成热带低气压后在宾夕法尼亚州西部上空消散。
- 下午18点：第八号热带低气压在伊斯帕尼奥拉岛以北约665公里洋面形成，风力时速50公里。
- 下午18点：热带低气压邦尼的风速回归到每小时65公里，重新达到热带风暴标准。

9月27日
- 凌晨0点：飓风查理降级成热带风暴，风力时速回落至115公里。
- 下午18点：热带风暴查理转变成温带气旋，风速每小时95公里。

9月29日
- 早上6点：温带风暴查理被英国西北方向一片更大规模的温带风暴吸收。
- 中午12点：第八号热带低气压强化成热带风暴并获名“厄尔”（Earl）。

### 10月
10月1日

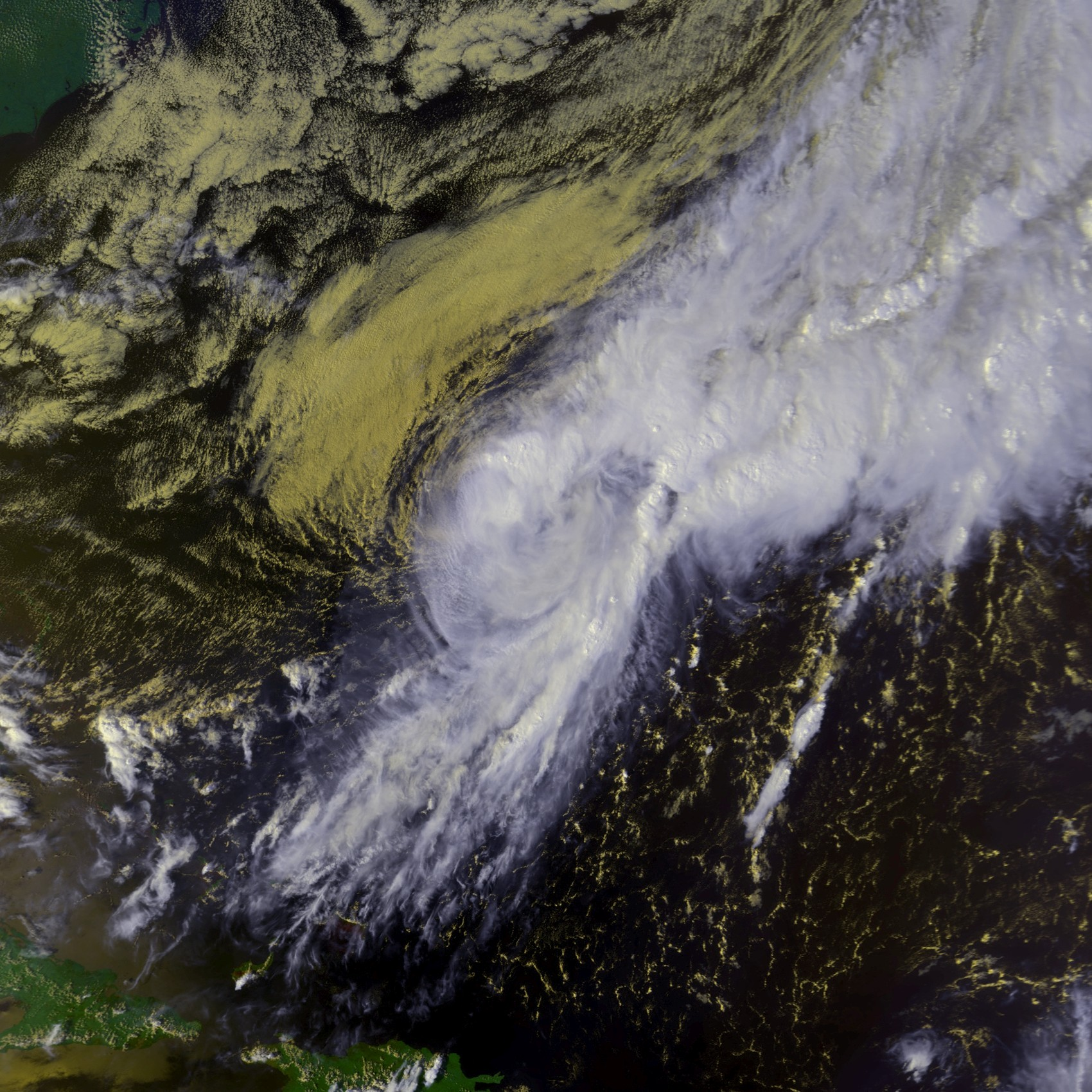
即将登陆的热带风暴厄尔

- 凌晨0点：热带低气压邦尼转变成温带气旋。
- 第七号热带低气压在亚速尔群岛西南方向约1805公里海域消散。

10月2日
- 下午18点：温带风暴邦尼在亚速尔群岛附近消散。

10月3日
- 中午12点：热带风暴厄尔减弱成热带低气压，风速降至每小时55公里。
- 下午18点：热带低气压厄尔转变成温带气旋。

10月22日
- 中午12点：百慕大东南方向约765公里海域形成一个温带低气压。

10月23日
- 早上6点：百慕大东南方向的温带低气压转变成热带风暴并获命名为弗朗西斯（Frances），风力时速105公里。
- 下午18点：热带风暴弗朗西斯强化成飓风，风速增至每小时120公里。

10月25日
- 下午18点：飓风弗朗西斯弱化成热带风暴，风力时速115公里。

10月27日
- 早上6点：热带风暴弗朗西斯转变成温带气旋，风速每小时95公里。

10月30日
- 凌晨0点：热带风暴弗朗西斯在转变成温带烈风后消散。

### 11月
- 整个11月都没有热带气旋在大西洋盆地发展和形成[8]

11月30日
- 1992年大西洋飓风季正式结束。